# Ciclidi incubatori orali

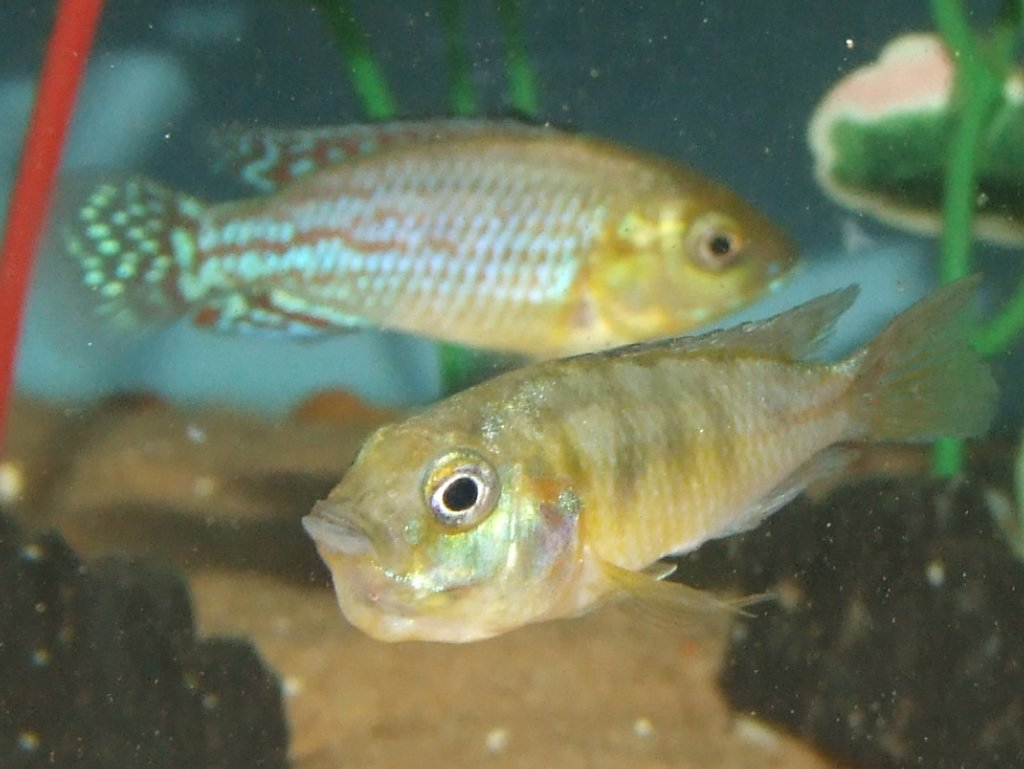
Femmina di Pseudocrenilabrus nicholsi con il sacco golare visibilmente gonfio di uova

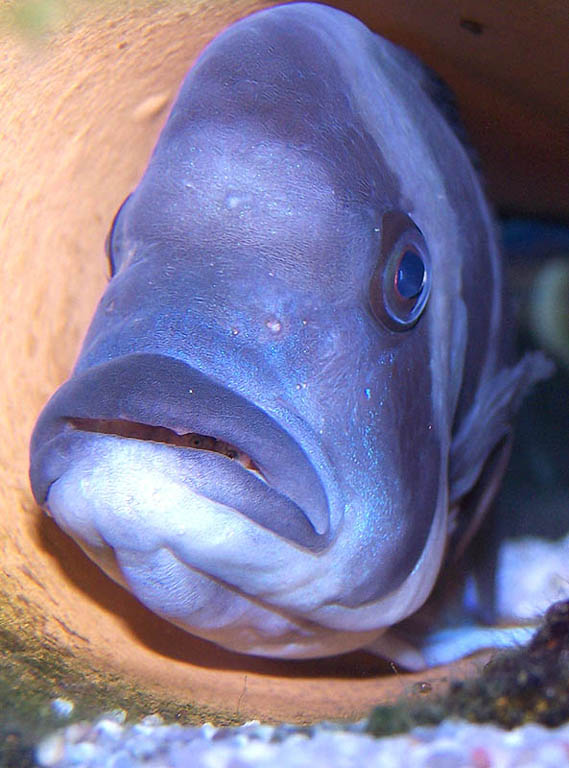
Cyphotilapia frontosa con avannotti rintanati nella bocca

I Ciclidi incubatori orali, conosciuti anche con il nome inglese di mouthbrooders sono un gruppo eterogeneo di specie di ciclidi che proteggono la loro prole incubando (o covando) le uova in bocca oppure, dopo la schiusa, proteggono gli avannotti in bocca.

## Incubatori orali di uova
Come suggerisce il nome stesso queste specie covano le uova in bocca. Già durante l'accoppiamento, dopo la fecondazione, la femmina (o il genitore incaricato) comincia a raggruppare le uova in bocca. Una volta deposte tutte le uova e con il sacco golare pieno, il genitore respira in modo più pesante (spesso allarga maggiormente gli opercoli branchiali) e compie ad intervalli regolari alcuni movimenti, simili a colpi di tosse, per muovere ed ossigenare in modo uniforme le uova. Una volta nati, gli avannotti ritornano velocemente nella bocca del genitore in caso di pericolo. Gli esempi includono molte specie della Rift Valley, endemiche dei Grandi Laghi Africani: quasi tutti i ciclidi del Lago Malawi, e molte del Lago Tanganica e Vittoria, tra cui Maylandia, Pseudotropheus e Tropheus. Questo comportamento è stato riscontrato anche in alcuni ciclidi americani, tra cui Geophagus steindachneri.

## Incubatori orali larvofili
Alcune specie di ciclidi invece di covare le uova in bocca le depongono normalmente in una tana o su una superficie all'aperto ma proteggono gli avannotti in bocca in caso di pericolo. L'esempio più conosciuto è certamente la Tilapia. Altre specie sono Geophagus altifrons, alcune specie di Aequidens, Gymnogeophagus e Satanoperca. In questi casi il genitore che protegge i piccoli in bocca è solitamente la femmina, anche se in Spathodus, Eretmodus, Tanganicodus, alcune specie di Sarotherodon, Aequidens e in Chromidotilapia guentheri sono entrambi i genitori ad assolvere questo compito. In casi più rari sono solamente i maschi, come per Sarotherodon melanotheron. Questo metodo riproduttivo sembra si sia evoluto in modo indipendente in diversi gruppi tassonomici di ciclidi.

## Predatori
Questo particolare comportamento riproduttivo non poteva che spingere alcuni predatori ad evolversi per sfruttare questa facile fonte di cibo. Si sono così sviluppate specie di pesci pedofagi, che con le loro mascelle bloccano la bocca degli incubatori orali in un bacio mortale, "succhiandone" letteralmente uova o avannotti.